# COSAFA Cup 2006
| COSAFA Cup 2006 2006 COSAFA Castle Cup |                            |
|                                        |                            |
| Anzahl Nationen                        | 13 (4 Endrundenteilnehmer) |
| Meister                                | Sambia                     |
| Austragungsorte                        | Lusaka, Harare             |
| Eröffnung                              | 19. August 2006            |
| Endspiel                               | 21. Oktober 2006           |
| Tore                                   | 34                         |
| Torschützenkönig                       | Akwá, 3 Tore               |

Die zehnte Ausgabe des COSAFA-Cups, offiziell COSAFA Castle Cup 2006, fand vom 19. August bis zum 21. Oktober 2006 in Lusaka und Harare statt. Vier Mannschaften aus dem südlichen Afrika spielten hier um den Titel des „Meisters des südlichen Afrikas“. Sambia gewann seinen dritten Titel. Die Vorrunde fand vom 26. April bis zum 23. Juli in Botswana, Lesotho und Namibia statt.

## Spielmodus
Für die Endrunde des Turniers war der Titelverteidiger Simbabwe automatisch qualifiziert. Die restlichen 12 Teilnehmer spielten in drei Gruppen, dessen Sieger sich für die Endrunde in Simbabwe qualifizierte. Die Gruppenränge wurden durch Austragen eines Halbfinales entschieden, deren Gewinner ein Gruppenfinale und deren Verlierer ein Spiel um Platz 3 ausspielten.

## Vorrunde/Qualifikation

### Gruppe A
Die Spiele der Gruppe A fanden am 26. und 30. April 2006 in Maseru in Lesotho statt. Gastgeber Lesotho unterlag im Finale gegen den Favoriten Angola.

#### Halbfinale
|                |   |           |                |
| 26. April 2006 |   |           |                |
| Angola         | – | Mauritius | 5:1 (2:1)      |
| 26. April 2006 |   |           |                |
| Mosambik       | – | Lesotho   | 0:0, 4:5 i. E. |

#### Spiel um Platz 3
|                |   |          |                |
| 30. April 2006 |   |          |                |
| Mauritius      | – | Mosambik | 0:0, 4:5 i. E. |

#### Finale
|                |   |        |           |
| 30. April 2006 |   |        |           |
| Lesotho        | – | Angola | 1:3 (0:0) |

### Gruppe B
Die Spiele der Gruppe B fanden am 20. und 21. Mai 2006 in Gaborone in Botswana statt. Gastgeber Botswana siegte im Gruppenfinale gegen den Favoriten Südafrika.

#### Halbfinale
|              |   |            |           |
| 20. Mai 2006 |   |            |           |
| Botswana     | – | Madagaskar | 2:0 (0:0) |
| 20. Mai 2006 |   |            |           |
| Swasiland    | – | Südafrika  | 0:1 (0:1) |

#### Spiel um Platz 3
|              |   |           |           |
| 21. Mai 2006 |   |           |           |
| Madagaskar   | – | Swasiland | 0:2 (0:0) |

#### Finale
|              |   |          |                |
| 21. Mai 2006 |   |          |                |
| Südafrika    | – | Botswana | 0:0, 5:6 i. E. |

### Gruppe C
Die Spiele der Gruppe C fanden am 22. und 23. Juli 2006 in Windhoek in Namibia statt. Sambia konnte sich in der Gruppe gegen Malawi und die Seychellen durchsetzen.

#### Halbfinale
|               |   |         |                |
| 22. Juli 2006 |   |         |                |
| Malawi        | – | Sambia  | 1:3 (1:0)      |
| 22. Juli 2006 |   |         |                |
| Seychellen    | – | Namibia | 1:1, 4:2 i. E. |

#### Spiel um Platz 3
|               |   |        |           |
| 23. Juli 2006 |   |        |           |
| Namibia       | – | Malawi | 3:2 (1:1) |

#### Finale
|               |   |            |           |
| 23. Juli 2006 |   |            |           |
| Sambia        | – | Seychellen | 2:0 (2:0) |

## Endrunde

### Halbfinale
Die Halbfinalbegegnungen fanden in Lusaka und Harare statt.
|                    |   |          |           |
| 19. August 2006    |   |          |           |
| Sambia             | – | Botswana | 1:0 (0:0) |
| 27. September 2006 |   |          |           |
| Simbabwe           | – | Angola   | 1:2 (0:1) |

### Finale
Das Finale fand in Lusaka statt.
|                  |   |        |           |
| 21. Oktober 2006 |   |        |           |
| Angola           | – | Sambia | 0:2 (0:0) |